# Eckō
*eckō unltd. is een kledingmerk, opgericht in 1993 door Marc Eckō, een kunstenaar, ontwerper en ondernemer. Hij groeide op in Lakewood, New Jersey en verhuisde op 19-jarige leeftijd naar Brunswick, New Jersey.
*eckō unltd. is een merk van jongerenkleding dat sinds eind 20e eeuw populair is. Het *eckō merk heeft zich uitgebreid in 12 kledinglijnen, bestaande uit Eckō Unlimited (mannen), Eckōred (vrouwen), Eckō Function (boven- en sportkleding), Marc Eckō Leather (lederen koopwaar), Marc Eckō horloges, Marc Eckō Scopes (brillen), Eckō Storage (tassen en accessoires), Marc Eckō Footwear (schoeisel voor mannen, vrouwen en kinderen), en de nieuwe Eckō Unlimited Boys en Eckōred Girls kledinglijnen.

## Geschiedenis
Marc Eckō begon als een graffitikunstenaar in New York. Eckō begon al snel met het ontwerpen van zelfgemaakte T-shirts. Zodra deze uitkwamen, begonnen opkomende iconen als Spike Lee en Chuck D Eckō's ontwerpen te dragen. Rond 1993 kreeg *ecko unltd. steeds meer aandacht, toen de eerste lijn van 6 T-shirtontwerpen verscheen op Good Morning America. Het bedrijf breidde zich al snel uit tot de hiphop-, skate- en ontwerpkledingmarkten en begon ook schoeisel, lederen koopwaar, handschoenen, bovenkleding, ondergoed, tassen en vrouwenkleding te produceren. Eckō heeft onlangs een videospel ontwikkeld, dat zich baseert op de graffiti cultuur, getiteld "Getting Up".